# Беатріс Урія-Монсон
'Беатріс Урія-Монсон (фр. Henri Barbusse; 28 грудня 1963, Ажен — 19 липня 2025, Сен-Ілер-де-Люзіньян) — французька оперна співачка з голосом мецо-сопрано. Її коронною партією була головна роль в опері Бізе «Кармен», яку вона виконувала у провідних оперних театрах світу.

## Біографія
Народилася в Ажені 28 грудня 1963 року в сім'ї іспанського художника Антоніо Урії Монсона. Навчалася в середній школі Жозефа Шом'є, середній школі імені Бернара Паліссі д'Ажена та католицькій середній школі імені Сен-Жан де Лектур (Жер), де приєдналася до шкільного хору під керівництвом Ролана Форнерода. Вивчала вокал в Університеті Бордо, Консерваторії Бордо, Національному центрі професійної інтеграції ліричних виконавців Марселя та Ліричній школі Паризької національної опери, на сцені якої вона вже виступала 1987 року в ролі Федора в опері «Борис Годунов» Мусоргського. 1988 року виступила з концертом і 1989 року офіційно дебютувала на сцені в ролі Керубіно в опері Моцарта «Весілля Фігаро» в Національній опері Лотарингії. Здобула визнання, виступивши в ролі Смеральдіни в опері Прокоф'єва «Любов до трьох апельсинів» у Національній опері Ліона і на Екс-ан-Прованському фестивалі. 1990 року виконала перші головні ролі в «Міньйоні» Амбруаза Тома в Авіньйонській опері та Шарлотти в опері «Вертер» Жуля Массне в Руанській опері. 1991 року з'явилася в ролі Беатріче в опері «Беатріче і Бенедикт» Гектора Берліоза в Тулузькій опері, 1992 році виконала партію Другої дами в «Чарівній флейті» Вольфганга Амадея Моцарта у Великому театрі Бордо та Маргарити в «Засудженні Фауста» Гектора Берліоза в Королівській опері Валлонії та на Брегенцькому фестивалі.
Вона знана численним виконанням головної ролі в опері «Кармен» Жоржа Бізе, яку 1993 року спочатку виконала в Опері Бастилія, потім 1994 року в театрі Колумба у Буенос-Айресі, 1995 року в Королівській опері Валлоні, на фестивалі в Антібі, у Веронській арені та в опері Сент-Етьєн, а 1996 році на сценах Тулузької опери, театрі «Реджіо». З нею дебютувала в Метрополітен-опері в Нью-Йорку.
Виконувала партії переважно французьких і італійських опер: Массне: «Іродіада» (головна роль), Дульсінея в «Дон Кіхоті», Кімене в «Сіді» (разом з Роберто Аланья), Аніта в «Наваррійській діві»; Берліоз: Кассандра і Дідона в «Троянцях», Амбруаз Тома: Гертруда в «Гамлеті»; Пуленк: мати Марія в «Діалогах кармеліток»; Сен-Санс: Даліла в «Самсоні та Далілі», Оффенбах: Джульєтта в «Казках Гофмана»; Белліні: Адальгіза в «Нормі», Доніцетті: Сара в «Роберто Девер'є», Леонор у «Фаворитці» (французька й італійська версії); Верді: Фенена в «Набукко», Амнеріс в «Аїді», Еболі в «Дон Карлосі» (французька й італійська версії); Масканьї: Сантуцца в «Сільській честі». Також виконала партію Венери Вагнера в «Тангейзері» та Юдифі в «Замку герцога Синя Борода» Бартока угорською мовою. 2012 року виконала партію в «Тосці» Пуччіні.
Померла після тривалої хвороби вдома 19 липня 2025 року у 61 рік.

## Ушанування
- 2009: лицар Ордена Почесного легіону[15]
- 2018: офіцер Національного ордена «За заслуги»[16]; 2006: лицар[17]
- 2021: командор Ордена мистецтв і літератури[18]
- (31349) Uria-Monzon, астероїд головного поясу названо на її честь

## Дискографія
Повні опери
- Бізе, Кармен (Кармен), Національний оркестр Бордо-Аквітанія, дир. Ален Ломбард, Naïve OCLC 840087461
- Массне, Вертер (Шарлотта), Національний оркестр Лілля, дир. Жан-Клод Касадесус, Naxos Records[19] OCLC 811331677
- Прокоф'єв, Любов до трьох апельсинів (Смеральдіна), оркестр Ліонської опери, дир. Кент Нагано, Virgin Classics OCLC 315079364

Інші вокальні твори
- Берліоз, Кантати, Смерть Клеопатри, Національний оркестр Лілля, дир. Касадесус, Наксос OCLC 58530826
- Равель, Cantates pour le prix de Rome, Alcyone, orchester du Тулузький капітолій, дир. Мішель Плассон, EMI OCLC 1117222656

## Відеографія
- Оффенбах, «Казки Гофмана» (Джульєтта), Оркестр Паризької національної опери, дир. Хесус Лопес-Кобос, TDK OCLC 314613580
- Прокоф'єв, Любов до трьох апельсинів (Фата Моргана), Оркестр Паризької національної опери, дир. Сільвен Кембрелінг, TDK OCLC 184898340
- Тома, Гамлет (Гертруда), оркестр Ліцеу, дир. Бертран де Більї, EMI OCLC 56992293
- Бізе, Кармен («Кармен»), оркестр Ліцеу, дир. Марк Піолле, до мажор OCLC 762763098
- Вагнер, Тангейзер (Венера), з Петером Зайффертом (Тангейзер) і Петрою- Марією Шнітцер (Єлизавета), оркестр Ліцеу, диригент Себастьян Вайгле, до мажор (DVD та Blu-ray). OCLC 871419738